# Burg Tiefensee
Die Burg Tiefensee (polnisch Zamek w Jamnej bzw. Zamek w Głębocku) ist eine abgegangene Burg in Głębocko (deutsch Tiefensee) in der Woiwodschaft Oppeln in Polen. Historisch gehörte Tiefensee zum Grottkauer Land.

## Geschichte
Für das Jahr 1272 ist urkundlich ein „comes Deczko de Tyfense“ belegt. Die Burg Tiefensee gehörte zunächst zum Herzogtum Breslau und gelangte bei dessen Teilung 1311 an das Herzogtum Brieg. 1343 erwarb die Stadt Grottkau das „castrum Tyfenze“. Zusammen mit dem Grottkauer Land gelangte die Burg 1344 an das bischöfliche Fürstentum Neisse. In den Hussitenkriegen wurde die Burg 1430 erobert und 1474 von den Truppen des böhmischen Gegenkönigs Matthias Corvinus zerstört. Im 18. Jahrhundert wurden die Ruinen teilweise abgetragen. Ende des 19. Jahrhunderts waren noch Ruinenreste sichtbar, die als „Altes Schloss“ bezeichnet wurden. Heute ist nur noch ein fünf Meter hoher Wallrest im Wald erkennbar.